# Campeonato Maranhense de Futebol de 2021 – Série A
A Série A do Campeonato Maranhense de Futebol de 2021 foi a 100.ª edição da principal divisão do futebol no Maranhão. A competição foi sendo organizada pela Federação Maranhense de Futebol (FMF) e disputada por 8 (oito) clubes entre 14 de fevereiro e abril de 2021. Além do título, os times disputam classificações para a fase de grupos da Copa do Nordeste, primeira fase da Copa do Brasil e uma vaga para a Série D do Campeonato Brasileiro do ano seguinte.

## Sistema de disputa
O certame será disputado em 4 (quatro) fases, a saber: primeira e segunda fase (fases classificatórias), terceira fase (semifinal) e quarta fase (final). Na primeira fase, os oito clubes se enfrentam em turno único (jogos de ida) e, ao fim das 7 (sete) rodadas, os 6 (seis) primeiros colocados avançam e os dois piores são rebaixados. Os dois melhores da primeira fase avançam direto para a semifinal, enquanto que do terceiro ao sexto disputarão uma segunda fase classificatória em sistema eliminatório, em partidas de ida e volta, as outras duas vagas. Semifinal e Final são disputadas no sistema eliminatório em jogos de ida e volta.

## Classificação para competições regionais e nacionais
Os dois primeiros colocados disputarão a Copa do Brasil de 2022. Já o campeão, além da Copa do Brasil, disputará a fase de grupos da Copa do Nordeste de 2022 e a Série D do Brasileiro de 2022. Excluídos os clubes que já tenham vaga assegurada nas Séries A, B ou C do Campeonato Brasileiro de 2022, a equipe melhor classificada, concluída a competição, terá assegurada a indicação para a vaga.

## Critérios de desempate
Os critérios de desempate em caso de igualdade na pontuação da primeira fase são:
1. Maior número de vitórias;
2. Maior saldo de gols;
3. Maior número de gols pró;
4. Confronto direto (inaplicável em caso de empate entre três ou mais clubes);
5. Menor número de cartões vermelhos recebidos;
6. Menor número de cartões amarelos recebidos;
7. Sorteio.

Em caso de igualdade de pontos nos duelos da segunda fase, semifinal e da final, são critérios de desempate:
1. Melhor saldo de gols no confronto;
2. Disputa por penalidades máximas.

## Promovidos e rebaixados
| Pos. | Rebaixados da Série A 2020 |
| ---- | -------------------------- |
| 7º   | Maranhão                   |
| 8º   | Cordino                    |

| Pos. | Promovido da Série B 2020 |
| ---- | ------------------------- |
| 1º   | IAPE                      |
| 2º   | Bacabal                   |